# David Kotey
David Kotey (* 7. Dezember 1950 in Accra, Ghana) ist ein ehemaliger ghanaischer Boxer im Federgewicht.

## Profi
Am 5. Februar 1966 debütierte er mit einem einstimmigen Punktsieg über sechs Runden gegen Famous Lartey erfolgreich. Am 20. September 1975 besiegte er Rubén Olivares durch geteilte Punktrichterentscheidung und wurde dadurch Weltmeister der WBC. Er verteidigte den Gürtel gegen Flipper Uehara durch T.K.o. und gegen Shig Fukuyama durch K. o. und verlor ihn am 6. November 1976 an Danny Lopez. 